# Орловец (Городищенский район)

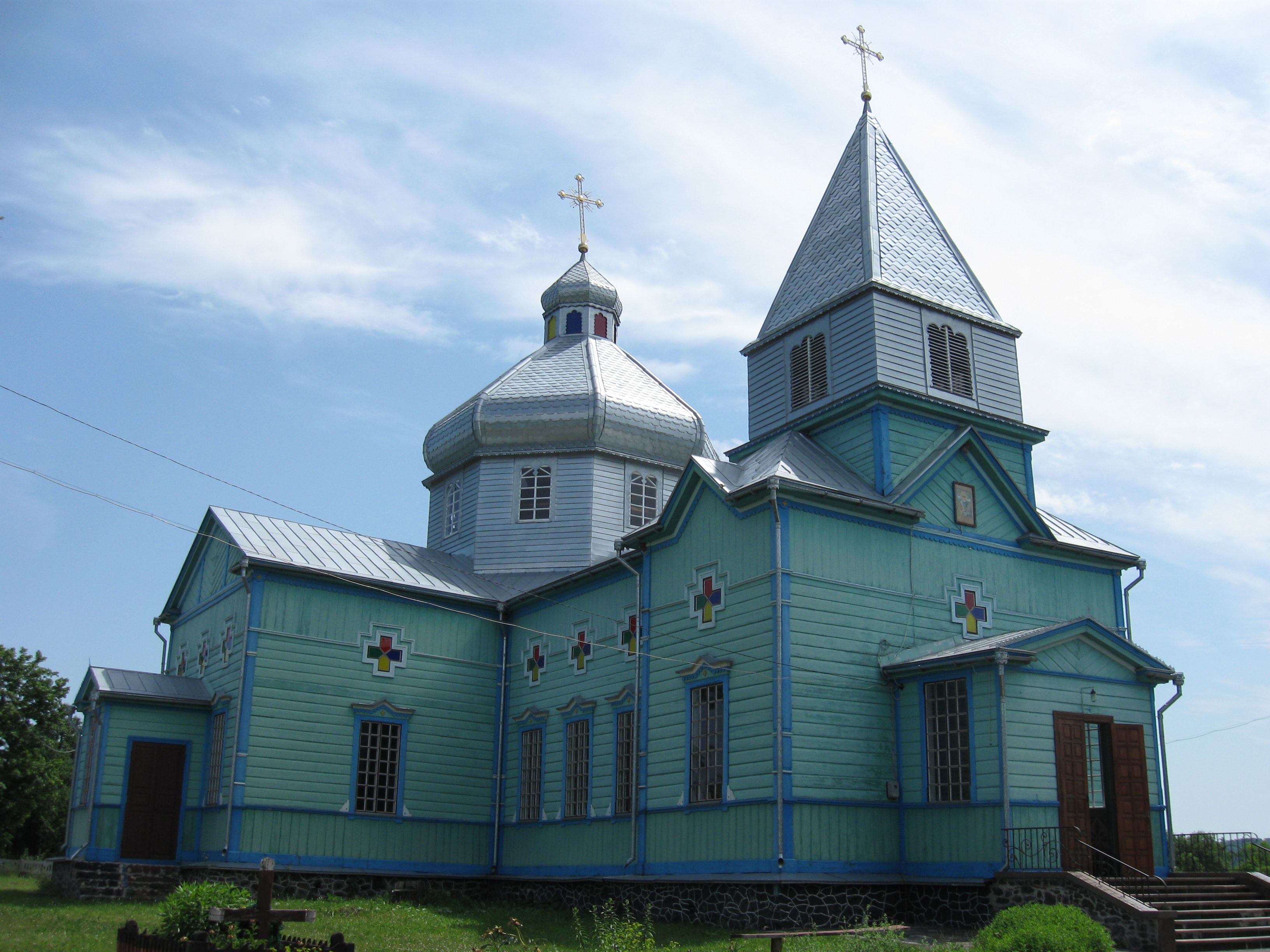
Николаевская церковь (УПЦ КП)

Орло́вец (укр. Орловець) — село в Городищенском районе Черкасской области Украины.
Население по переписи 2001 года составляло 2260 человек. Население по данным сайта postcode.in.ua 1621 человек. Почтовый индекс — 19515. Телефонный код — 4734.

## Местный совет
19515, Черкасская обл., Городищенский р-н, с. Орловец, ул. Смилянская, 5